# Толтеци
Толтеци су индијански народ, који је живео пре доласка Колумба у Америку. Доминирали су централним Мексиком између X и XII века. Главни град им је био Тула. Астеци се сматрају наследницима Толтека, а култура Астека је Толтеке видела као интелектуалне и културне претходнике и оличење цивилизације. Култура Толтека је претколумбовско мезоамеричка која је била заступљена у посткласичном периоду мезоамеричке хронологије (од 900. до 1521. године).
На језику Наватл  реч толтек попримила је значење занатлија.

## Настављачи Теотивакан културе
Настали су од ратоборног номадског народа званог Толтеци-Чичимеци. Претпоставља се да су они или њихови преци опљачкали Теотивакан око 750. Они су створили нову цивилизацију спајањем поносног пустињског наслеђа са моћном културом Теотивакана. 
Око 900. једна група звана Ноноалца преселила се из Чолуле и придружила се Толтецима-Чичимецима. После тога Толтеци су спојили мноштво малих државица централног Мексика у царство, којим су владали из главног града Туланкинга. После тога главни град је према легенди преместио Квецалкоатл у Толан (могуће Тула).

## Толтечко царство
Толтечко царство је допирало на југу до Централне Америке, а на северу до југозапада САД. Утицај Толтека ширио се кроз већину Средње Америке у посткласичном периоду. Толтечки утицај на Маје је посебно видљив на граду Чичен Ици. Толтечка керамика се може наћи чак у Коста Рики. Толтеци су успоставили уносну трговину тиркизом и птичјим перима са северним цивилизацијама Пуебла Бенита у Новом Мексику.
Астечке и мајанске песме и легенде које је након шпанског освајања записало локално становништво или Шпанци је сачувало Толтеке од заборава.
Неки историчари повезују култ Квецалкоатла са Толтецима. Ипак то божанство је било нацртано чак код Олмека у првом миленијуму пре Христа.
У Тулу је Квецалкоатл почео попримати људски облик и почели су га асоцирати са најчувенијим толтечким владарем.

## Пад Туле
Толтечка престоница је била град Тула, неких 100 километара северозападно од данашњег Мексико Ситија.
Верује се да су Толтечко царство уништили око 1200. номадски ратници Чичимеци. До пада Туле долази због непремостивих разлика између две културе Ноноалка и Толтека-Чичимека, које су заједно живеле. Верује се да су се Толтеци повукли у Чолулу, која није пала све до доласка Ернана Кортеза. 
Већина толтечке историје зна се из писања каснијих народа, као Астека. Астеци су покушавали да се прикажу да су они повезани са Толтецима. Владајућа породица Астека је тврдила да потиче од Толтека преко светог града Колуакана.